# Festival de la Canción de Eurovisión Junior 2004
El II Festival de Eurovisión Junior se celebró en el Haakons Hall de Lillehammer (Noruega), el 20 de noviembre de 2004. La gala fue presentada por Stian Barsnes Simonsen y Nadia Hasnaoui. 
Según las listas de las casas de apuestas, la favorita para ganar el festival era María Isabel, representante de España con el tema «Antes muerta que sencilla», quien se colocó en cabeza desde que ganó el concurso español Eurojunior en 2004. Otra de las grandes favoritas para alzarse con la victoria era Cory Spedding representante de Reino Unido con la canción «The best is yet to come».
Ganó España con la canción «Antes muerta que sencilla» de la cantante María Isabel, que consiguió 171 puntos y 8 máximas puntuaciones, estableciendo un récord (superado en  2015 por Malta) en puntuación. Reino Unido quedó en segunda posición con Cory Spedding y su canción «The best is yet to come» que consiguió 140 puntos, y Croacia, representada por Nika Turkovic con la canción «Hej mali», ocupó la tercera posición con 126 puntos. Participaron en esta ocasión 18 países.

## Países participantes
Alemania, Irlanda e Israel habían planeado debutar en esta edición, pero más tarde se retiraron.
| País y TV                 | Título original de la canción | Artista                             | Proceso y fecha de selección                                                                  |
| País y TV                 | Traducción al español         | Idiomas                             | Proceso y fecha de selección                                                                  |
| ------------------------- | ----------------------------- | ----------------------------------- | --------------------------------------------------------------------------------------------- |
| Bélgica VRT               | "Accroche-Toi"                | Free Spirits                        | Eurokids, 26 de septiembre de 2004                                                            |
| Bélgica VRT               | Espera en ti                  | Francés                             | Eurokids, 26 de septiembre de 2004                                                            |
| Bielorrusia BTRC          | "Spayvaitse so mnoyu"         | Egor Volchek                        | Song for Eurovison, 21 de septiembre de 2004                                                  |
| Bielorrusia BTRC          | Canta conmigo                 | Bielorruso                          | Song for Eurovison, 21 de septiembre de 2004                                                  |
| Chipre CyBC               | "Onira"                       | Marios Tofi                         | Final nacional, 7 de septiembre de 2004                                                       |
| Chipre CyBC               | Sueño                         | Griego                              | Final nacional, 7 de septiembre de 2004                                                       |
| Croacia HRT               | "Hej mali"                    | Nika Turkovic                       | Pjesma Eurovizije 2004, 25 de septiembre de 2004                                              |
| Croacia HRT               | Hey niña                      | Croata                              | Pjesma Eurovizije 2004, 25 de septiembre de 2004                                              |
| Dinamarca DR              | "Pigen er min"                | Cool Kids                           | MGP 2004 – De unges Melodi Grand Prix, 25 de septiembre de 2004                               |
| Dinamarca DR              | La chica es mía               | Danés                               | MGP 2004 – De unges Melodi Grand Prix, 25 de septiembre de 2004                               |
| España RTVE               | "Antes muerta que sencilla"   | María Isabel López                  | Eurojunior 2004, 21 de septiembre de 2004                                                     |
| España RTVE               | -                             | Español                             | Eurojunior 2004, 21 de septiembre de 2004                                                     |
| Francia France 3          | "Si on voulait bien"          | Thomas Pontier                      | Final nacional, 20 de septiembre de 2004 (canción elegida internamente, 7 de octubre de 2004) |
| Francia France 3          | Si realmente quería           | Francés                             | Final nacional, 20 de septiembre de 2004 (canción elegida internamente, 7 de octubre de 2004) |
| Grecia ERT                | "O palios mou eaftos"         | Secret Band                         | Final nacional, 24 de septiembre de 2004                                                      |
| Grecia ERT                | Mi antiguo yo                 | Griego                              | Final nacional, 24 de septiembre de 2004                                                      |
| Letonia LTV               | "Balts vai melns"             | Mārtiņš Tālbergs & C-Stones Juniors | Final nacional, 2 de octubre de 2004                                                          |
| Letonia LTV               | Blanco o negro                | Letón                               | Final nacional, 2 de octubre de 2004                                                          |
| Macedonia MKRTV           | "Zabava"                      | Martina Siljanovska                 | Final nacional, 26 de junio de 2004                                                           |
| Macedonia MKRTV           | Fiesta                        | Macedonio                           | Final nacional, 26 de junio de 2004                                                           |
| Malta PBS                 | "Power of a song"             | Young Talent Team                   | Final nacional, 24 de septiembre de 2004                                                      |
| Malta PBS                 | Poder de una canción          | Inglés                              | Final nacional, 24 de septiembre de 2004                                                      |
| Noruega NRK               | "En stjerne skal jeg bli"     | @lek                                | MGP jr. (Melodi Grand Prix Junior 2004), 12 de junio de 2004                                  |
| Noruega NRK               | Voy a ser una estrella        | Noruego                             | MGP jr. (Melodi Grand Prix Junior 2004), 12 de junio de 2004                                  |
| Países Bajos AVRO         | "Hij is een kei"              | Klaartje y Nicky                    | Junior Eurovisie Songfestival 2004, 25 de septiembre de 2004                                  |
| Países Bajos AVRO         | Ella es la mejor              | Neerlandés                          | Junior Eurovisie Songfestival 2004, 25 de septiembre de 2004                                  |
| Polonia TVP               | "Łap Życie"                   | KWADro                              | Final nacional, 19 de septiembre de 2004                                                      |
| Polonia TVP               | Agarra la vida                | Polaco                              | Final nacional, 19 de septiembre de 2004                                                      |
| Reino Unido ITV           | "The best is yet to come"     | Cory Spedding                       | Final nacional, 4 de septiembre de 2004                                                       |
| Reino Unido ITV           | Lo mejor está por venir       | Inglés                              | Final nacional, 4 de septiembre de 2004                                                       |
| Rumanía TVR               | "Îţi Mulţumesc"               | Noni Răzvan Ene                     | Final nacional, 25 de septiembre de 2004                                                      |
| Rumanía TVR               | Muchas gracias                | Rumano                              | Final nacional, 25 de septiembre de 2004                                                      |
| Suecia SVT                | "Varför jag?"                 | Limelights                          | Lilla Melodifestivalen 2004, 9 de octubre de 2004                                             |
| Suecia SVT                | ¿Por qué yo?                  | Sueco                               | Lilla Melodifestivalen 2004, 9 de octubre de 2004                                             |
| Suiza SRG SSR idée suisse | "Birichino"                   | Demis Mirarchi                      | Festival Mara & Meo 2002, 22 de noviembre de 2002                                             |
| Suiza SRG SSR idée suisse | Travieso                      | Italiano                            | Festival Mara & Meo 2002, 22 de noviembre de 2002                                             |

## Resultados
| #  | País            | Artista                             | Canción                   | Lugar | Puntos |
| -- | --------------- | ----------------------------------- | ------------------------- | ----- | ------ |
| 01 | Grecia          | Secret Band                         | O palios mou eaftos       | 9     | 48     |
| 02 | Malta           | Young Talent Team                   | Power of a song           | 12    | 14     |
| 03 | Países Bajos    | Klaartje & Nicky                    | Hij is een kei            | 11    | 27     |
| 04 | Suiza           | Demis Mirarchi                      | Birichino                 | 16    | 4      |
| 05 | Noruega         | @IEK                                | En stjerne skal jeg bli   | 13    | 12     |
| 06 | Francia         | Thomas                              | Si on voulait bien        | 6     | 78     |
| 07 | Macedonia (ARY) | Martina Siljanovska                 | Zabava                    | 7     | 64     |
| 08 | Polonia         | KWADro                              | Łap Życie                 | 17    | 3      |
| 09 | Chipre          | Marios Tofi                         | Onira                     | 8     | 61     |
| 10 | Bielorrusia     | Yahor Vauchok                       | Spiavaitse sa mnoyu       | 14    | 9      |
| 11 | Croacia         | Nika Turkovic                       | Hej mali                  | 3     | 126    |
| 12 | Letonia         | Mārtiņš Tālbergs & C-Stones Juniors | Balts vai melns           | 17    | 3      |
| 13 | Reino Unido     | Cory Spedding                       | The best is yet to come   | 2     | 140    |
| 14 | Dinamarca       | Cool Kids                           | Pigen er min              | 5     | 116    |
| 15 | España          | María Isabel López                  | Antes muerta que sencilla | 1     | 171    |
| 16 | Suecia          | Limelights                          | Varför jag?               | 15    | 8      |
| 17 | Bélgica         | Free Spirits                        | Accroche-toi              | 10    | 37     |
| 18 | Rumania         | Noni Razvan Ene                     | Îţi Mulţumesc             | 4     | 123    |

### Votaciones
En las votaciones todos los países reparten un total de 58 puntos repartidos de la siguiente manera:
12 puntos a la favorita por el país, 10 votos para la segunda, 8 votos para la tercera, 7 votos para la cuarta, 6 votos para la quinta, 5 votos para la sexta favorita, 4 votos para la séptima, 3 votos para la octava, 2 votos para la novena y finalmente 1 voto para la décima canción preferida por ese país.

#### Portavoces
| - Bélgica - Alexander Schönfelder - Bielorrusia - Darya - Chipre - Stella María Koukkidi - Croacia - Buga - Dinamarca - Anne Gadegaard (Representante de Dinamarca en la edición anterior) - España - Lucho (Personaje de Los Lunnis) - Francia - Gabrielle - Grecia - Kalli Georgellis - Letonia - Sabine Berezina |  | - Macedonia - Filip - Malta - Thea Saliba - Noruega - Ida Ursin Holm - Países Bajos - Danny Hoekstra - Polonia - Jadwiga Jaskulski - Reino Unido - Charlie Allan - Rumania - Emy - Suecia - Vännerna Queenie - Suiza - Alessia Milani |  |

#### Tabla de puntuaciones
| ......Participante..... | Pts. | Bandera de Grecia | Bandera de Malta | Bandera de los Países Bajos | Bandera de Suiza | Bandera de Noruega | Bandera de Francia | Bandera de Macedonia del Norte | Bandera de Polonia | Bandera de Chipre | Bandera de Bielorrusia | Bandera de Croacia | Bandera de Letonia | Bandera del Reino Unido | Bandera de Dinamarca | Bandera de España | Bandera de Suecia | Bandera de Bélgica | Bandera de Rumania |
| ----------------------- | ---- | ----------------- | ---------------- | --------------------------- | ---------------- | ------------------ | ------------------ | ------------------------------ | ------------------ | ----------------- | ---------------------- | ------------------ | ------------------ | ----------------------- | -------------------- | ----------------- | ----------------- | ------------------ | ------------------ |
| Grecia                  | 48   |                   | 12               | 1                           | 2                | 1                  | 3                  | 0                              | 0                  | 12                | 0                      | 3                  | 0                  | 5                       | 0                    | 1                 | 0                 | 2                  | 6                  |
| Malta                   | 14   | 0                 |                  | 2                           | 0                | 0                  | 0                  | 3                              | 0                  | 0                 | 0                      | 0                  | 0                  | 4                       | 4                    | 0                 | 0                 | 0                  | 1                  |
| Países Bajos            | 27   | 0                 | 3                |                             | 0                | 3                  | 1                  | 1                              | 0                  | 0                 | 3                      | 1                  | 5                  | 0                       | 0                    | 2                 | 1                 | 7                  | 0                  |
| Suiza                   | 4    | 0                 | 4                | 0                           |                  | 0                  | 0                  | 0                              | 0                  | 0                 | 0                      | 0                  | 0                  | 0                       | 0                    | 0                 | 0                 | 0                  | 0                  |
| Noruega                 | 12   | 0                 | 0                | 0                           | 0                |                    | 0                  | 0                              | 0                  | 0                 | 0                      | 0                  | 0                  | 0                       | 7                    | 0                 | 5                 | 0                  | 0                  |
| Francia                 | 78   | 6                 | 1                | 5                           | 6                | 2                  |                    | 2                              | 4                  | 4                 | 6                      | 4                  | 7                  | 2                       | 6                    | 8                 | 4                 | 8                  | 3                  |
| Macedonia (ARY)         | 64   | 0                 | 6                | 6                           | 5                | 5                  | 4                  |                                | 5                  | 3                 | 0                      | 8                  | 3                  | 3                       | 5                    | 3                 | 3                 | 3                  | 2                  |
| Polonia                 | 3    | 0                 | 0                | 0                           | 0                | 0                  | 2                  | 0                              |                    | 0                 | 1                      | 0                  | 0                  | 0                       | 0                    | 0                 | 0                 | 0                  | 0                  |
| Chipre                  | 61   | 12                | 8                | 3                           | 1                | 0                  | 0                  | 6                              | 0                  |                   | 4                      | 5                  | 2                  | 8                       | 1                    | 5                 | 0                 | 1                  | 5                  |
| Bielorrusia             | 9    | 1                 | 0                | 0                           | 0                | 0                  | 0                  | 0                              | 3                  | 0                 |                        | 0                  | 1                  | 0                       | 0                    | 0                 | 0                 | 0                  | 4                  |
| Croacia                 | 126  | 4                 | 0                | 8                           | 8                | 10                 | 8                  | 12                             | 7                  | 6                 | 8                      |                    | 8                  | 12                      | 8                    | 6                 | 8                 | 6                  | 7                  |
| Letonia                 | 3    | 2                 | 0                | 0                           | 0                | 0                  | 0                  | 0                              | 1                  | 0                 | 0                      | 0                  |                    | 0                       | 0                    | 0                 | 0                 | 0                  | 0                  |
| Reino Unido             | 140  | 5                 | 10               | 12                          | 7                | 6                  | 6                  | 5                              | 10                 | 5                 | 10                     | 7                  | 10                 |                         | 10                   | 10                | 7                 | 10                 | 10                 |
| Dinamarca               | 116  | 7                 | 5                | 7                           | 3                | 12                 | 5                  | 8                              | 8                  | 7                 | 5                      | 6                  | 4                  | 10                      |                      | 7                 | 10                | 4                  | 8                  |
| España                  | 171  | 10                | 7                | 10                          | 12               | 8                  | 12                 | 10                             | 12                 | 10                | 7                      | 12                 | 6                  | 7                       | 12                   |                   | 12                | 12                 | 12                 |
| Suecia                  | 8    | 0                 | 0                | 0                           | 0                | 4                  | 0                  | 0                              | 0                  | 1                 | 0                      | 0                  | 0                  | 0                       | 3                    | 0                 |                   | 0                  | 0                  |
| Bélgica                 | 37   | 3                 | 0                | 4                           | 4                | 0                  | 7                  | 4                              | 2                  | 2                 | 2                      | 2                  | 0                  | 1                       | 0                    | 4                 | 2                 |                    | 0                  |
| Rumania                 | 123  | 8                 | 2                | 0                           | 10               | 7                  | 10                 | 7                              | 6                  | 8                 | 12                     | 10                 | 12                 | 6                       | 2                    | 12                | 6                 | 5                  |                    |

#### Máximas puntuaciones
Al final de la noche en el recuento de los doces, fueron otorgados a los siguientes países:
| N.º | A           | De                                                                    |
| --- | ----------- | --------------------------------------------------------------------- |
| 8   | España      | Suiza, Francia, Croacia, Polonia, Dinamarca, Suecia, Bélgica, Rumanía |
| 3   | Rumania     | Bielorrusia, Letonia, España                                          |
| 2   | Croacia     | Macedonia (ARY), Reino Unido                                          |
| 2   | Grecia      | Malta, Chipre                                                         |
| 1   | Chipre      | Grecia                                                                |
| 1   | Dinamarca   | Noruega                                                               |
| 1   | Reino Unido | Países Bajos                                                          |

## Curiosidades
- Alba Gil Santana, Anabel Rodríguez Santana, Carolina Armario Pascual y Sara Moritan Moran participaron como bailarinas de María Isabel López en el Festival de la Canción de Eurovisión Junior 2004.
- El grupo Westlife fue el encargado de amenizar el tiempo reservado para votar por teléfono.
- Mientras que la mayoría de países elige a niños para comunicar sus votos en directo, España eligió al muñeco Lucho, uno de los personajes de Los Lunnis.
- Polonia quedó en última posición por segundo año consecutivo.
- En esta edición debutan dos nuevos idiomas: el francés y el italiano.